# Oruza xanthoptera
Oruza xanthoptera là một loài bướm đêm trong họ Erebidae.